# Datsun 15
La Datsun 15 è un'autovettura di piccole dimensioni costruita dalla casa automobilistica giapponese Datsun dal 1936 al 1937.

## Storia

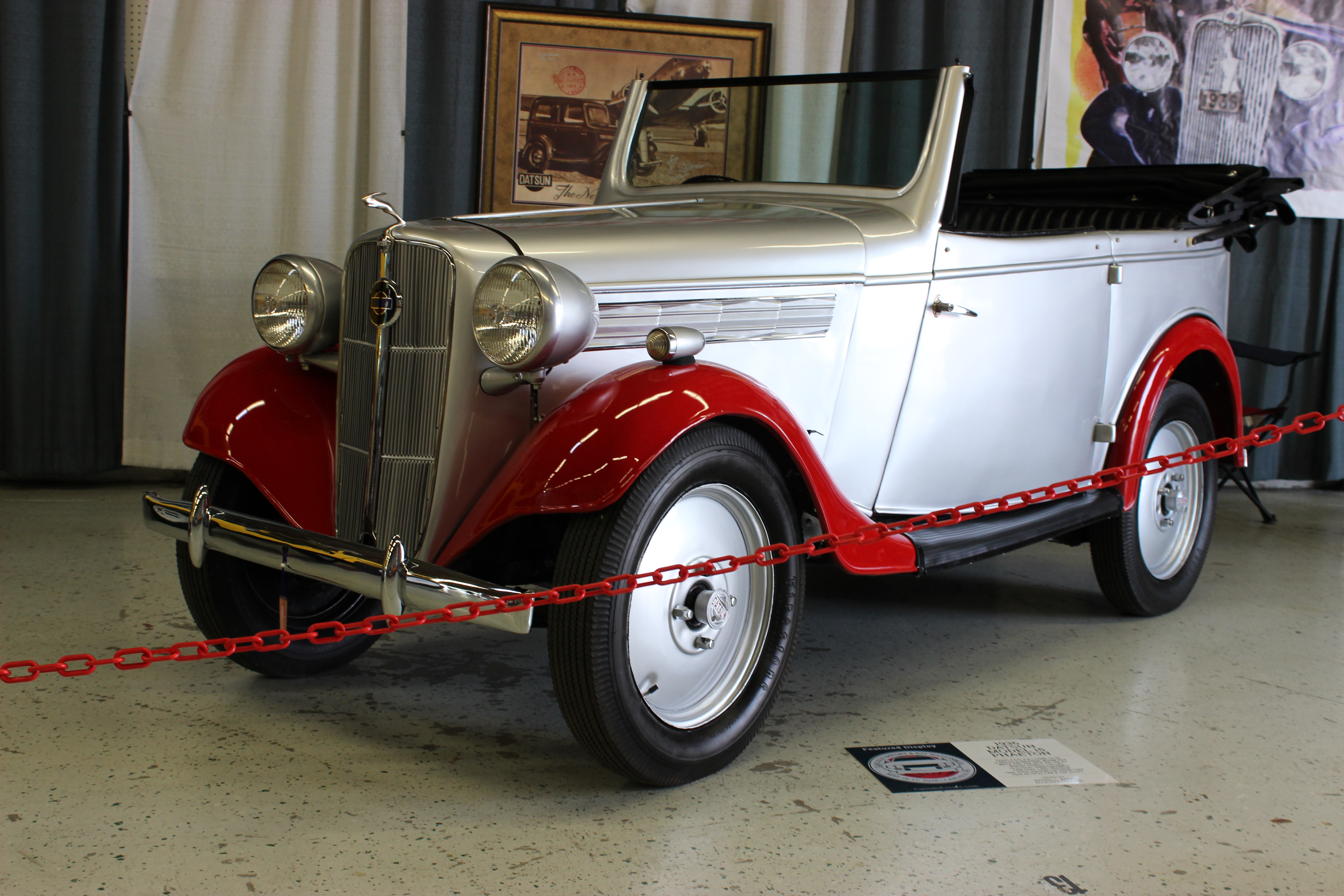
Una Datsun 15 versione coupé

La produzione della Datsun 15 iniziò nel maggio 1936. Rispetto alla Datsun 14, suo predecessore, la Datsun 15 aveva una carrozzeria completamente nuova. Rispetto al modello precedente, la lunghezza passò da 2.800 mm a 3.187 mm e il passo passò da 1.980 mm a 2.005 mm. Ne trasse particolare beneficio l'abitacolo interno, che fu ampliato. In precedenza i paraurti erano disponibili solo come optional, ma sulla Datsun 15 divennero di serie. Cambiò l'offerta delle carrozzerie a listino. Oltre alle versioni roadster, turismo, berlina e furgone, già disponibili per la Datsun 14, all'offerta fu aggiunta la versione coupé. 
La guerra in Manciuria rese sempre più difficile il reperimento dei materiali necessari per realizzare automobili (ad esempio, veniva utilizzata solo una piccola quantità di cromo). L'aspetto della parte anteriore del veicolo si ispirava alla forma delle auto statunitensi dell'epoca. La versione furgonata fu nuovamente chiamata Datsun 15 Van, mentre il camion fu denominato Datsun 15 Truck.
Un'altra novità, rispetto alla Datsun 14, fu riguardo al motore a quattro cilindri, a cui fu aumentato il rapporto di compressione da 5,2 a 5,4, con la cilindrata che rimase immutata a 722 cm³. Ora il propulsore erogava una potenza di 16 CV, quindi un cavallo vapore in più rispetto al motore della Datsun 14. 87 esemplari di Datsun 15 furono destinati all'esportazione. Nell'aprile 1937 la Datsun 16 sostituì il modello, mentre il camion Datsun 15 Truck continuò ad essere assemblato fino al 1938.